# تپه یانوخ گوزه
تپه یانوخ گوزه مربوط به سده‌های میانه دوران‌های تاریخی پس از اسلام است و در شهرستان زنجان، بخش مرکزی، دهستان قلتوق، ۱ کیلومتری شمال شرق روستای حاجی بچه واقع شده و این اثر در تاریخ ۱۸ اسفند ۱۳۸۷ با شمارهٔ ثبت ۲۵۳۱۷ به‌عنوان یکی از آثار ملی ایران به ثبت رسیده است.